# Region Tōhoku
Region Tōhoku (jap. 東北地方 Tōhoku-chihō) – jedna z geograficznych krain Japonii. Region Tōhoku (tōhoku po japońsku znaczy północno-wschodni) znajduje się w północno-wschodniej części największej wyspy Japonii, Honsiu.

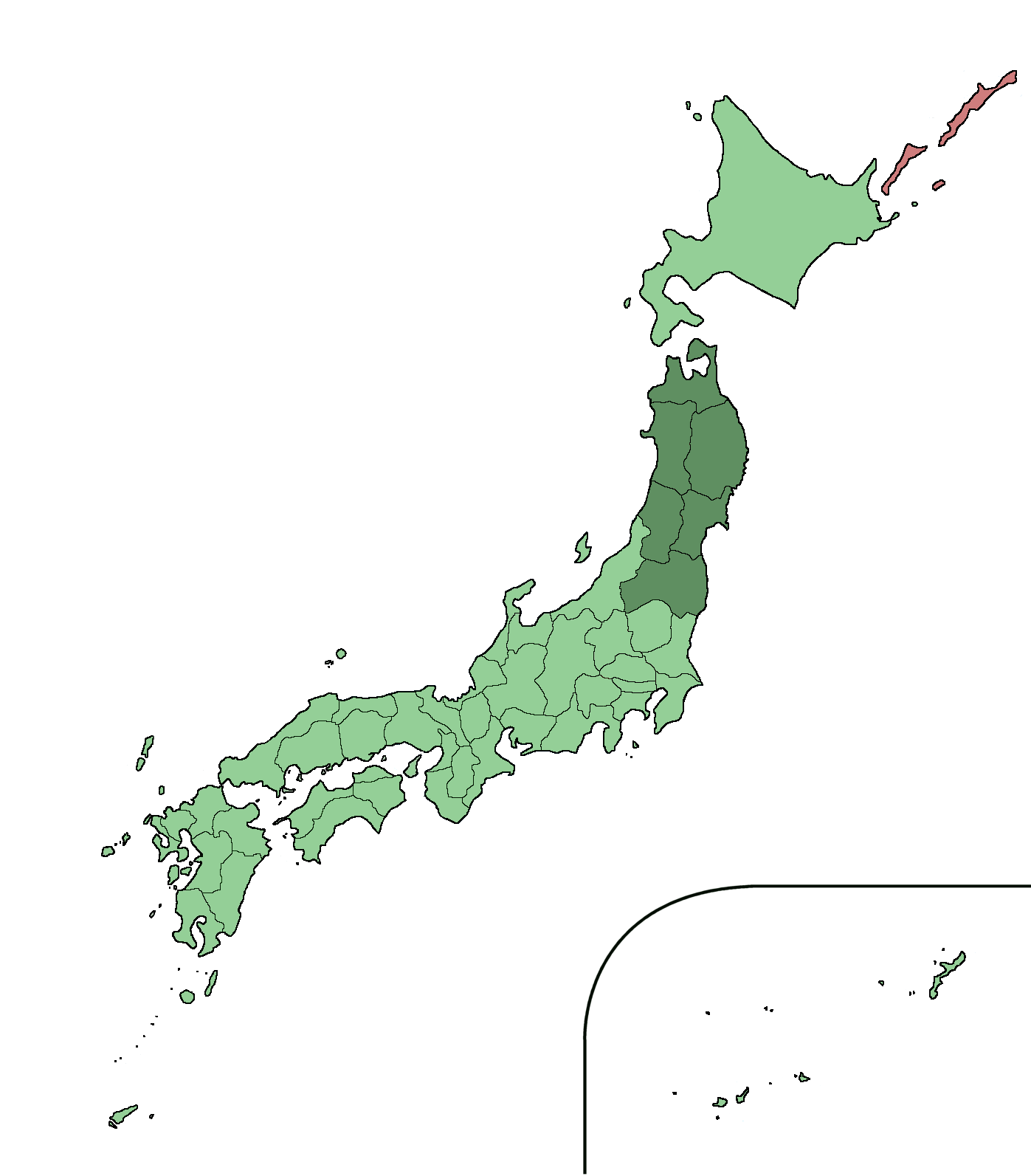
Region Tōhoku

Mapa Tōhoku

Tōhoku składa się z sześciu prefektur: Aomori, Akita, Iwate, Yamagata, Fukushima oraz Miyagi.
Region ten poniósł ogromne straty ludzkie i materialne w czasie trzęsienia ziemi i tsunami w 2011 roku.

## Geografia

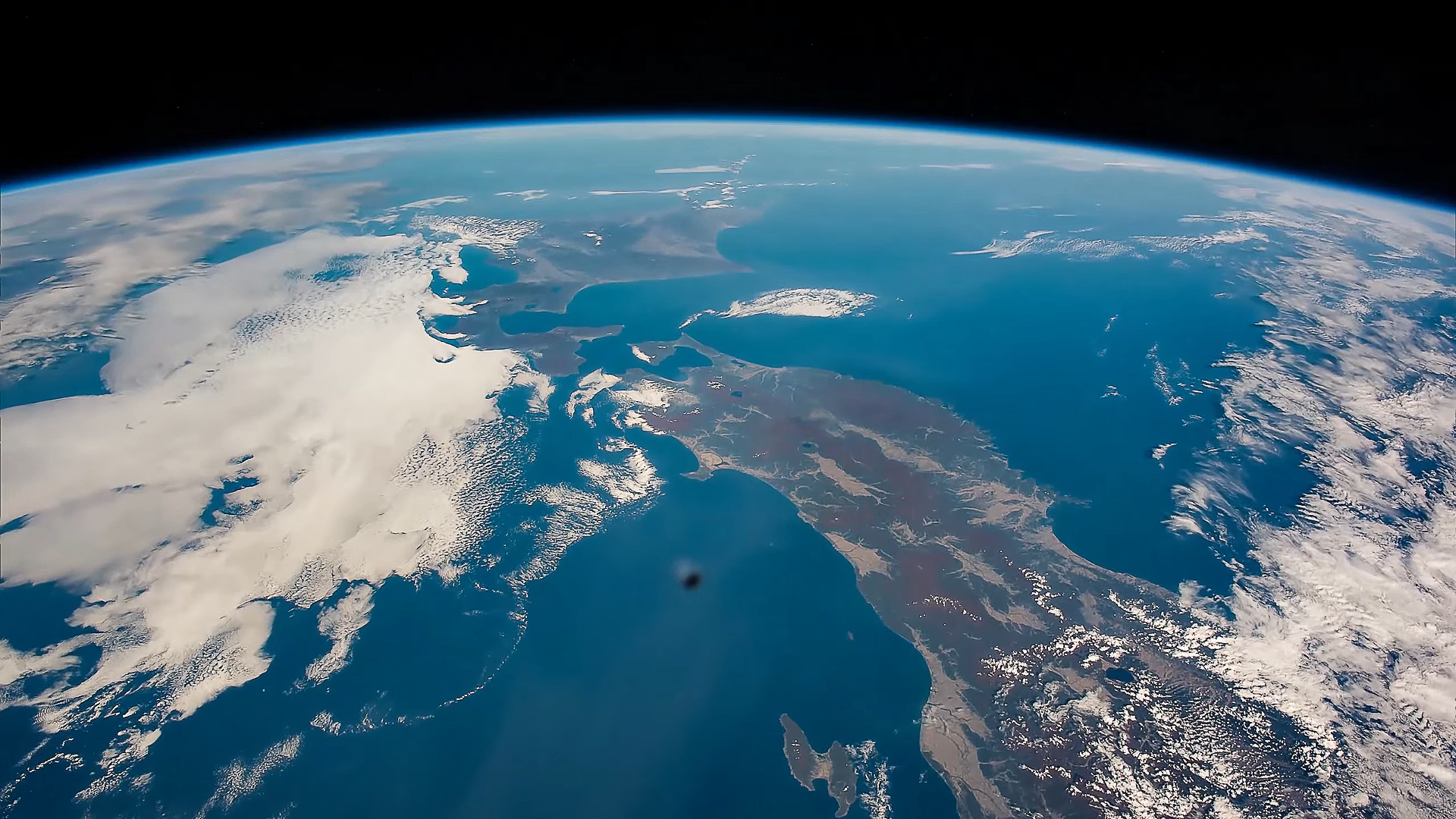
Region Tōhoku i Hokkaido widziane z kosmosu

- Całkowita powierzchnia: 66 889,40 km²
- Populacja: 9 634 466 osób (dane z 1 października 2005)
- Gęstość zaludnienia: 144 osób na km² (dane z 1 października 2005)

| Prefektura | Powierzchnia km² |
| ---------- | ---------------- |
| Iwate      | 15 279           |
| Fukushima  | 13 783           |
| Akita      | 11 612           |
| Aomori     | 9 607            |
| Yamagata   | 9 323            |
| Miyagi     | 7 285            |
| Łącznie    | 66 889           |

| Prefektura | Powierzchnia zamieszkana km² | Procent całej prefektury |
| ---------- | ---------------------------- | ------------------------ |
| Fukushima  | 4 218                        | 30,6%                    |
| Iwate      | 3 710                        | 24,3%                    |
| Aomori     | 3 204                        | 33,4%                    |
| Akita      | 3 155                        | 27,2%                    |
| Miyagi     | 3130                         | 43,0%                    |
| Yamagata   | 2 850                        | 30,6%                    |
| Łącznie    | 20 267                       | 30,3%                    |

### Topografia
Ukształtowanie terenu Tōhoku jest wyżynne i górzyste. Z północy na południe rozciągają się góry Ōu. Klimat jest ostrzejszy niż w pozostałych regionach kraju, z wyjątkiem Hokkaido.
Obraz regionu Tōhoku został uwieczniony w księdze napisanej prozą i wierszem przez jednego z najbardziej znanych poetów, Bashō Matsuo (1644–1694), pt. Oku no hosomichi (奥の細道, pol. „Ścieżki na daleką północ”), który uznawany jest za jeden z najdoskonalszych utworów literatury japońskiej.

## Historia
Rejon przez tysiąclecia był zamieszkiwany przez Ajnów. Japończycy zaczęli tu docierać dość późno, od około VIII wieku n.e. Dopiero w latach 60. XX wieku zaczął się tu rozwijać przemysł. Powstały fabryki produkujące i przetwarzające żelazo, stal, pulpę drzewną, chemikalia oraz ropę naftową. Aż do tego czasu Tōhoku postrzegane było głównie jako region rolniczy, ponieważ zaopatrywało rynki w Sendai, Tokio i Jokohamie w ryż i inne produkty żywnościowe. 20% krajowych dostaw ryżu pochodziło właśnie z Tōhoku, pomimo tego, że z powodu ostrzejszego klimatu zbiory były możliwe tylko raz w roku.

## Galeria

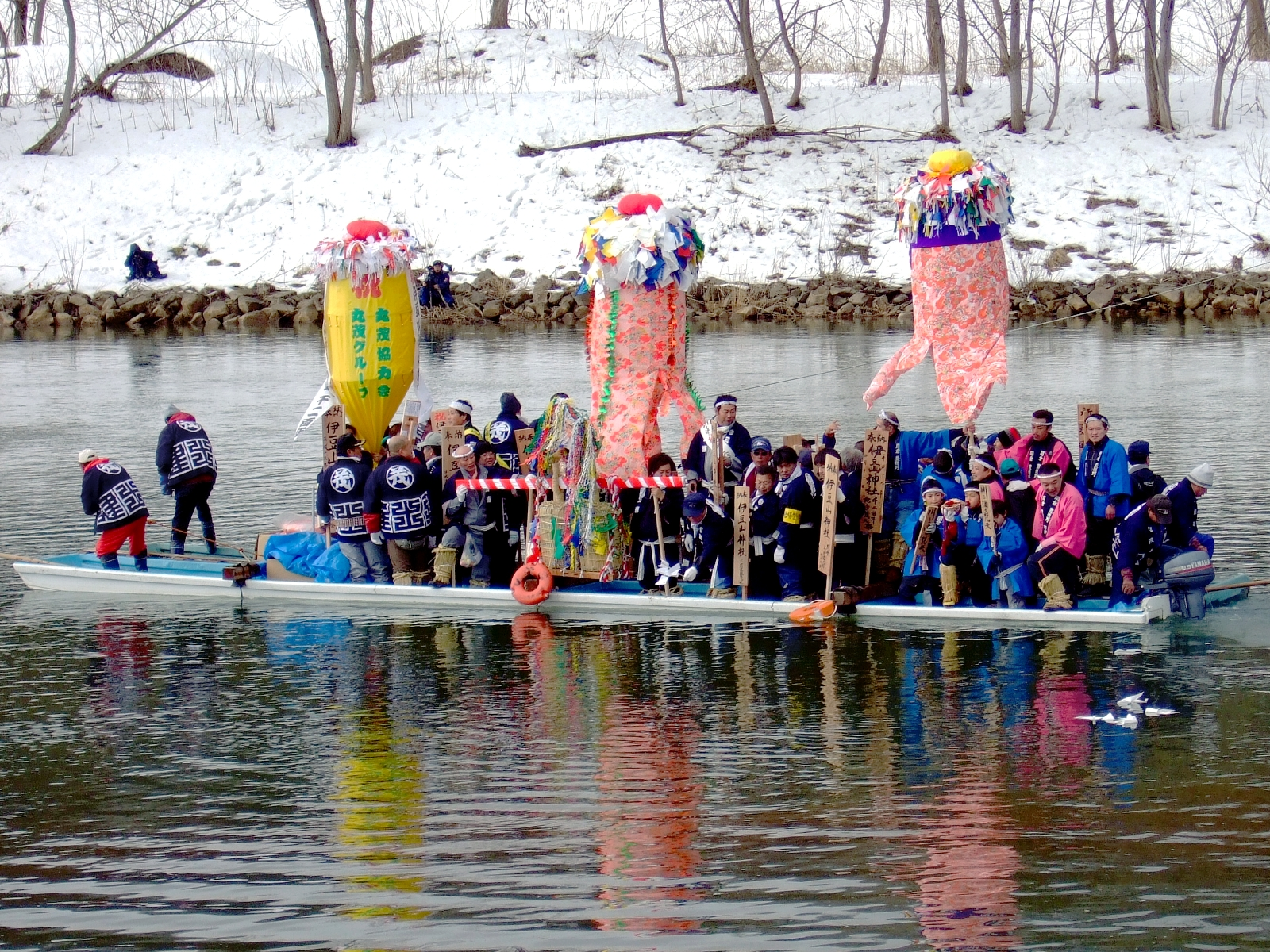
Pref. Akita, miasto Daisen – Bonten (Brahma) przekracza rzekę (festiwal noworoczny)
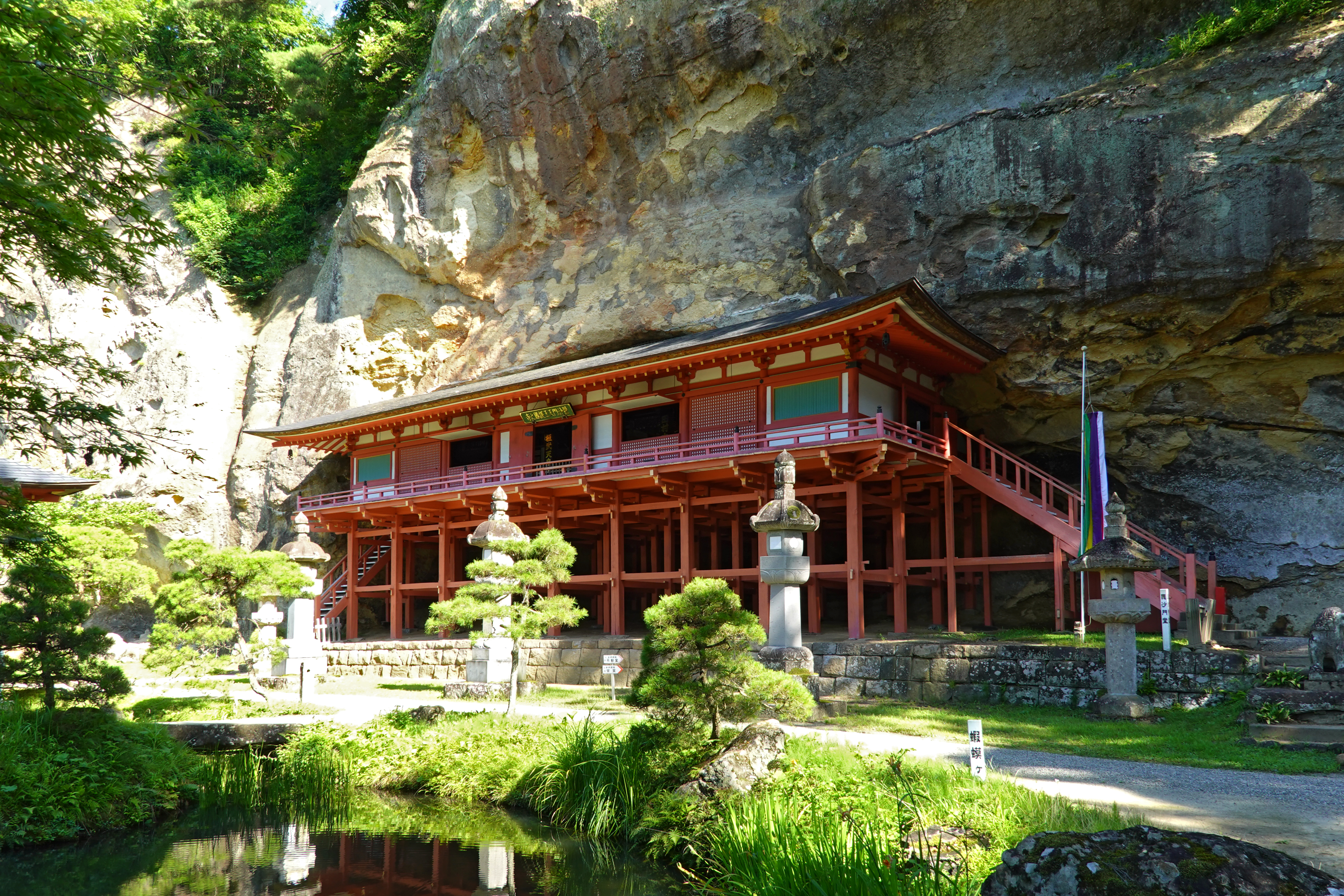
Pref. Iwate, miasto Hiraizumi, świątynia Bishamon-dō w jaskini Takkoku no Iwaya
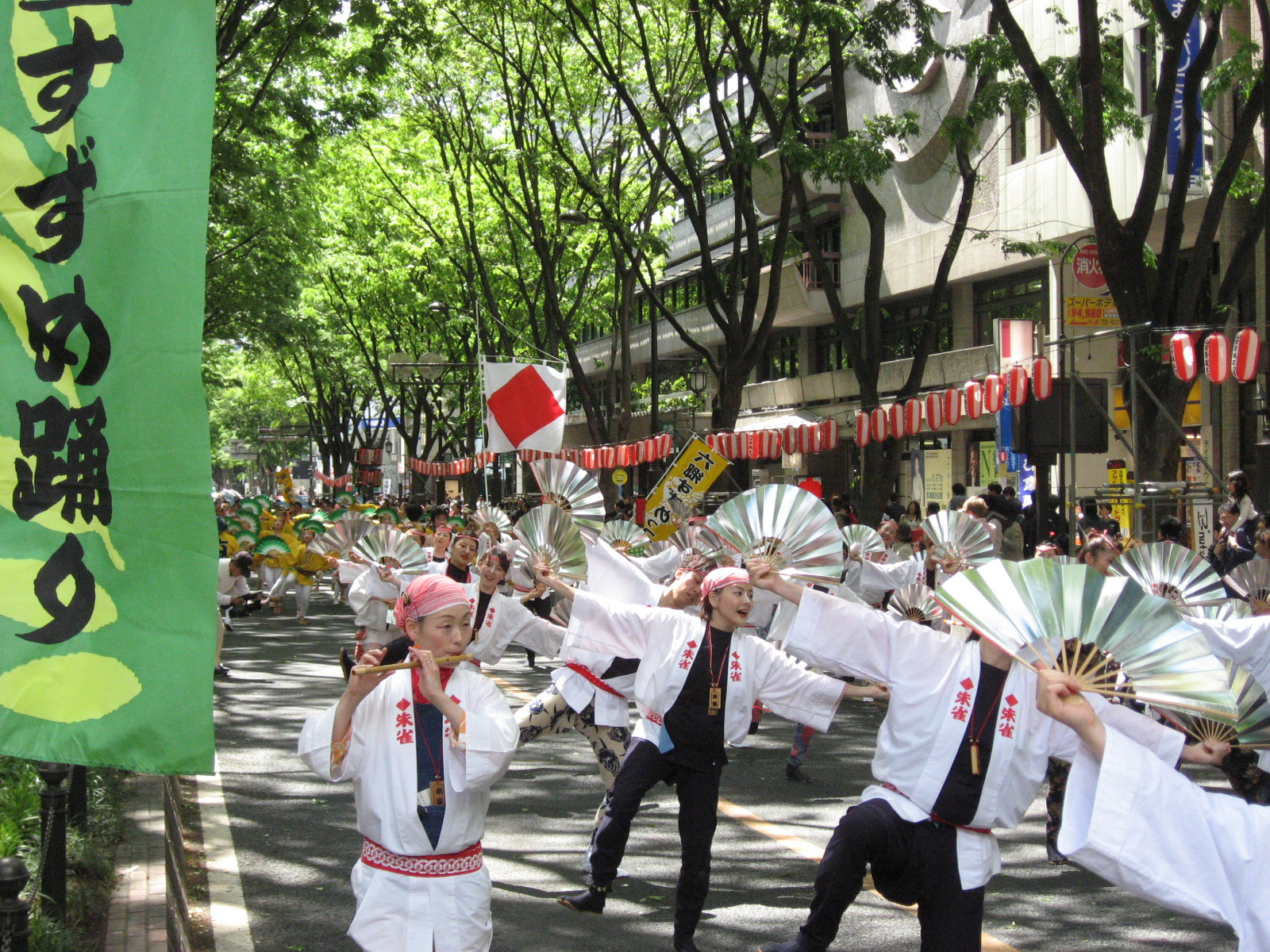
Pref. Miyagi, miasto Sendai, „taniec wróbli” podczas majowego festiwalu Aoba